# Naginata

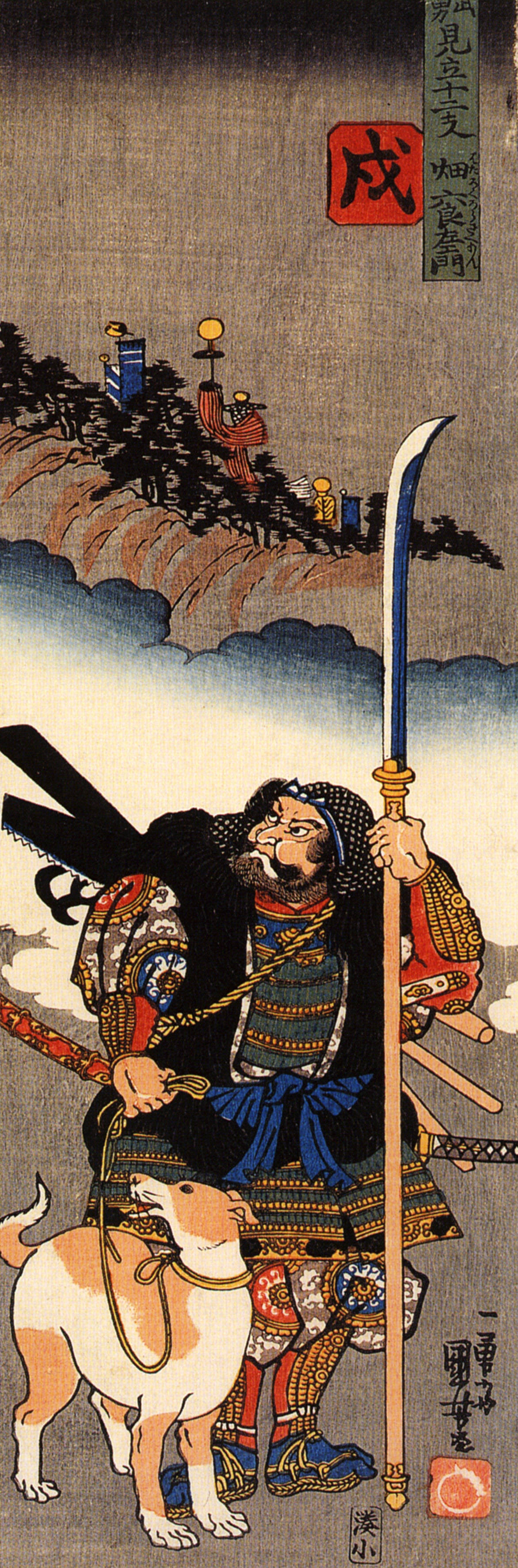
Samoerai met naginata

De naginata (Japans: 薙刀) (niet te verwarren met een nagamaki) is een stafwapen dat van oorsprong in Japan door leden van de samoerai-klasse werd gebruikt. Het wordt tegenwoordig met vrouwen geassocieerd. In het hedendaagse Japan wordt het als sport meer door vrouwen dan door mannen beoefend, in Europa en Australië voornamelijk (maar niet uitsluitend) door mannen. Een naginata bestaat uit een houten staf met aan het uiteinde een gekromd lemmet. Het is vergelijkbaar met de Chinese hellebaard, en in mindere mate met de Europese gleve.
De naginata kwam voor het eerst voor in geschriften van de Kojiki in 712 n.Chr. Het wapen diende om op het slagveld ruimte te creëren. De rol op het slagveld werd in de zestiende eeuw steeds geringer door de groeiende inzet van musketten en lansen, om begin zeventiende eeuw bijna volledig te verdwijnen. Veel naginata werden toen ingekort en gebruikt als katana. Enkele koryū behielden het wapen in hun curriculum. Vanaf de zeventiende eeuw werd een lichtere versie van de naginata vooral gebruikt door vrouwen voor het verdedigen van huis en haard. Na de Tweede Wereldoorlog ontwikkelde men een nieuwe gevechtssport, atarashii naginata.

## Beschrijving

### Geschiedenis

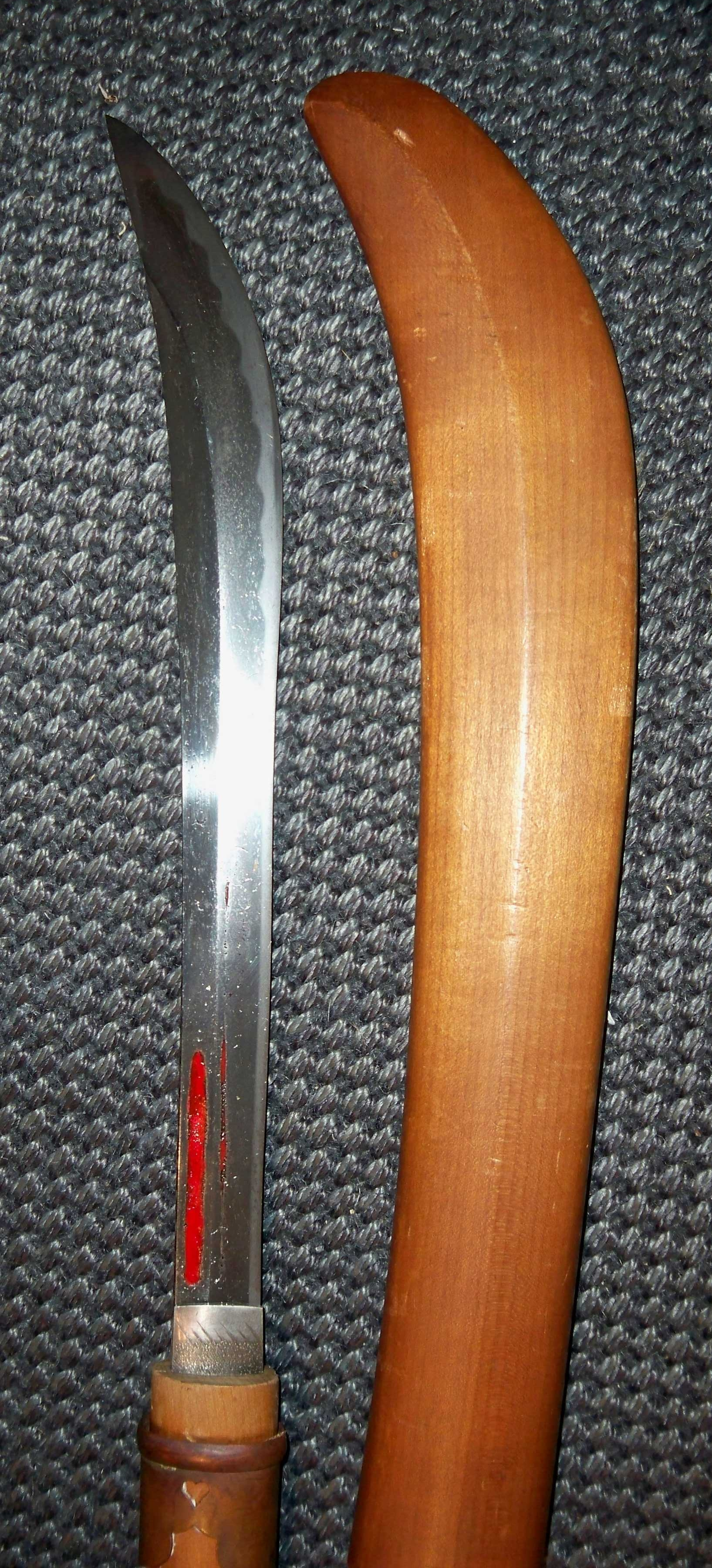
Naginata

Naginata kwam voor het eerst in de Japanse geschiedenis voor in de Kojiki in 712 n.Chr. en werd gebruikt door vechtpriesters rond 750 n.Chr. Op de schilderijen van vechtscènes, gemaakt tijdens de Tengyo no Ran in 936 n.Chr. kan men zien hoe de naginata wordt gebruikt. Het was pas in 1086 n.Chr. dat in het boek Ōshū Gosannenki (een dagboek van drie jaren in Ōshū) het gebruik van de naginata in gevecht werd opgenomen. Toen werd de naginata door soldaten beschouwd als een zeer doeltreffend wapen.
Tijdens de Genpei-oorlog was de naginata van zeer grote waarde, aangezien het gebruik van cavalerie zeer belangrijk was geworden. De naginata was uiterst geschikt om het paard neer te maaien en daarna de samoerai onschadelijk te maken. Doordat de naginata zoveel gebruikt werd, diende er een nieuw stuk harnas geïntroduceerd te worden; de sune-ate.
In de Edoperiode, werd de naginata minder gebruikt door mannen op het slagveld en veranderde het in een symbool van sociale status bij vrouwen. De naginata werd vaak een deel van de bruidsschat van een samoerai dochter.
De vrouwen vochten niet zoals mannelijke soldaten, maar moesten in staat zijn om hun huizen te verdedigen bij afwezigheid van de mannen. De naginata was hiervoor het best geschikt omdat het de tegenstander op een afstand kon houden waar hoogte, gewicht en kracht minder aanwezig waren.
In de 17de eeuw werd door de populariteit van vuurwapens het gebruik van de naginata teruggedrongen. De laatste momenten waarin de naginata op het slagveld gebruikt werd, was in 1868 te Aizu en in 1876 in het domein van Satsuma. Hier werden ze gebruikt door vrouwelijke soldaten.
Door de verwestering van Japan na de Meiji-restauratie, daalde de interesse in gevechtssporten. Vanaf dan veranderden de trainingen met de naginata. Men legde de focus op het sterken van de wilskracht en het vormen van lichaam en geest.
In de Showaperiode werd naginata training een onderdeel van de gemeenschapsscholen.
Na de overgave van Japan aan het einde van de Tweede Wereldoorlog mochten er van de geallieerden niet publiek of in georganiseerd verband gevechtssporten onderwezen worden (wel privé beoefend) voor een periode van vijf jaar.
Toen gevechtssporten na de Tweede Wereldoorlog (1950) opnieuw beoefend mochten worden, werd er een nieuwe gevechtssport ontwikkeld: Atarashii (atarashii betekent 'nieuw' in het Japans) Naginata. Deze is gebaseerd op de geschiedenis en tradities van de naginata. Het wapen is, voor de veiligheid, een stuk lichter: de schacht is dunner en het traditionele eikenhouten mes is vervangen door bamboe. Een traditionele houten naginata is niet bijster geschikt voor competitie.

### Betekenis
Naginata kan op verschillende wijzen worden geschreven, de meest gebruikelijke vormen zijn:
- 薙刀　- het eerste karakter betekent 'neermaaien (van een vijand)', het tweede: zwaard, sabel of mes.
- 長刀 - het eerste karakter betekent 'lang', het tweede: zwaard, sabel, of mes.

### Uiterlijk
De naginata behoort tot de stokwapens. Volgens sommige bronnen zou het zijn afgeleid van een wakizashi die op een stok is vastgebonden, andere bronnen beweren dat het gebaseerd is op de Chinese hellebaard. De precieze ontstaansgeschiedenis van de naginata is onduidelijk. De versie die bij het grote publiek bekend is, de naginata waarbij het lemmet met een tang in de staf is gemonteerd, dateert uit de tiende à elfde eeuw.
De naginata bestaat uit een lemmet en een houten schacht. Het lemmet is lang, gebogen en spitsig aan de top. In de Kamakuraperiode en de Nanboku-cho-periode varieerde de lengte van 0,6 meter tot 2 meter. Later, met name tijdens het Ashikaga-shogunaat werd de lengte korter. Het werd dan in de houten schacht gestoken en met metaal vastgehecht. Aan de andere kant van de schacht was een metalen deel dat als bescherming diende, de ishizuki. De schacht was 1,2 tot 1,5 meter lang.
Dit zijn maar een paar afmetingen van de meest voorkomende naginata. Als men de Taiheiki Emaki mag geloven dan waren er onaginata met lemmeten van wel 1,8 meter lang die op proportioneel kleinere schachten werden gemonteerd.
Het lemmet van de naginata heeft meestal een doorsnede in de vorm van een platte diamant. Deze zorgt ervoor dat na het smeden en tijdens de afkoeling het lemmet zijn natuurlijke kromming kreeg. In profiel bekeken kan men zien dat de kromming groter wordt naar de punt toe. De breedte evolueert in dezelfde mate waardoor het lemmet een ‘opgezwollen’ uiterlijk verkrijgt. Het bevestigingsdeel, zoals bij de meeste andere Japanse stokwapens, was even lang of zelfs langer dan de kling. Het paste in een zorgvuldig uitgesneden gedeelte van de schacht van de naginata. Door het gebruiken van deze methode kon men delen waar grote druk op kwam te staan, verstevigen.
Op sommige illustraties kan men zien dat de schacht van de naginata ovaal van vorm is. Hierdoor kon men de naginata eenvoudiger oriënteren. Bovenaan werd het lemmet vastgemaakt met een metalen deel en onderaan is er een metalen beschermingshuls aangebracht. Dit was in de Heianperiode. De schacht was meestal gewoon gelakt, maar sommigen hadden spiralen markeringen alsof ze waren ingewikkeld om de grip te verbeteren.
Tijdens het Ashikaga-shogunaat kwamen er een paar veranderingen aan de naginata. Ze hadden kleinere lemmeten terwijl de schacht proportioneel langer was. Zoals andere stokwapens uit deze periode had de naginata verschillende, decoratieve verstevigingsbanden rond de plaats waar het bevestigingsdeel van het lemmet zit. Een verdikking van touw diende als handstop. Boven deze handstop versierde men de naginata. Onder de handstop was het gepolijst hout.

### Gebruik
De naginata kan gebruikt worden om te steken, maar een goed uitgebalanceerd zwaartepunt zorgt ervoor dat men meestal een maaibeweging gebruikt zodat men een grotere reikwijdte verkrijgt. De kromming van het lemmet geeft een langere snede, met als gevolg grotere verwondingen.
Gehanteerd door een ervaren gebruiker kan een persoon van 1.5m grootte een oppervlakte van 380 m² open, vlak land verdedigen. De potentiële reikwijdte bij een aanval met een naginata van een 1.5m houten schacht, een 1m lang lemmet en een bewegingsvrijheid van 1m, bedraagt ongeveer 40m².
Men gebruikte de naginata om ruimte te creëren op het slagveld, waarbij het meerdere voordelen had ten opzichte van het zwaard. Men had een langere reikwijdte, door de lange schacht kon men met het hefboomeffect beter snijden en het gewicht van de naginata gaf de aanvallen meer kracht. Zwaarden daarentegen konden sneller en preciezer worden gehanteerd en hadden grotere snijoppervlakten.

### Beroemde Naginataka

Nakano Takeko

- Hangaku Gozen of Itagaki (Heian - Kamakuraperiode)
Ze was bekend voor het hanteren van de naginata. Ze leidde een garnizoen van 3000 soldaten in het kasteel van Toeizakayama. Hier moest ze het kasteel verdedigen tegen een strijdmacht van 10 000 soldaten van de Hojo-clan. Ze ging met haar manschappen naar buiten en versloeg een groot aantal vijanden voor ze overmeesterd werden.
- Tomoe Gozen
Ze was een vrouwelijke samoerai tijdens de Genpei-oorlog.
- Saito Musashibō Benkei
Hij was een vechtpriester die Minamoto no Yoshitsune diende. Zijn leven is onderwerp van verschillende kabuki- en no-theaterstukken.
- Nakano Takeko (1847 - 1868)
Ze was een vrouwelijke soldaat in Aizu. Ze heeft gevochten in de Boshin-oorlog waar ze stierf. Ze leidde een groep vrouwelijke soldaten in de veldslag van Aizu, dit werd later het Vrouwenleger genoemd. In een aanval tegen het Keizerlijke Leger te Ogaki werd ze geraakt in de borst en op eigen vraag door haar zus onthoofd, zodat de vijand dit niet als trofee konden nemen.

## Sport
Vanaf 1950 werd er een nieuwe gevechtsport ontwikkeld, Atarashii Naginata. Deze is gebaseerd op de geschiedenis en tradities van de naginata.
In 1955 werd de Zen Nihon Naginata Renmei (De Japanse Federatie voor Naginata) opgericht.
In 1968 moest de federatie geen belastingen meer betalen zoals ook andere gevechtsportfederaties. Gedurende 13 jaar tijd werd naginata veel beoefend dankzij scholen en andere sociale groepen.
Het is de droom van de Zen Nihon Naginata Renmei om door het verspreiden van naginata blijvende vrede te bereiken. Dit omdat naginata eerlijkheid, toegewijdheid en rechtvaardigheidsgevoel ontwikkelt en stimuleert.
Naginata als sport heeft de bedoeling om te trainen op techniek, de geest en het lichaam te cultiveren en de wilskracht te verhogen. Ze legt de nadruk op etiquette en discipline in plaats van op militaire training. Ook wordt, doordat men de naginata-technieken langs beide zijden van het lichaam uitoefent, een goed evenwichtsgevoel gestimuleerd. Door de vele bewegingen ontwikkelt men ook een goede fysiek.
Het is een sport die beoefend wordt door jong en oud, zowel mannen als vrouwen.
Ondanks het beperkt aantal beoefenaars, zijn er toch een aantal koryu- en bujutsu-systemen (oude gevechtsscholen). Deze bevatten ook een paar oudere en meer gevaarlijke vormen van naginatajutstu.
In 1990 werd de "International Naginata Federation" opgericht. Deze bevat 10 landen: de Verenigde Staten van Amerika, Frankrijk, Nederland, België, Zweden, Brazilië, Nieuw-Zeeland, Tsjechië, Australië en Japan.
Uit Japan stuurt men verschillende coaches en instructeurs naar het buitenland zodat men de vaardigheden van de naginataka kan helpen ontwikkelen en bevorderen.

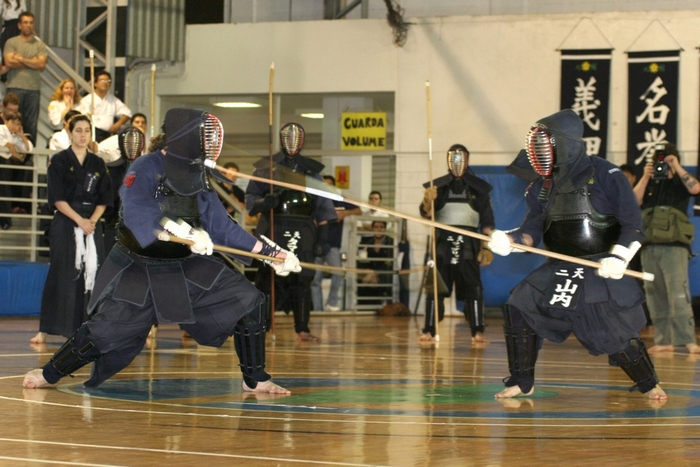
Naginatajutsu toernooi in Brazilië, georganiseerd door het Confederação Brasileira de Kobudo

### Uitrusting
De uitrusting van de naginataka bestaat uit de volgende delen:
- Keikogi: de kledij van de naginataka, bestaande uit een vest (meestal wit) en een hakama
- Tare: bescherming van de dijen en het bekken
- Do: bescherming van borst en buik
- Kote: bescherming van de polsen
- Men: bescherming van het hoofd, keel en schouders
- Sune-ate: bescherming van de scheenbenen

De naginata bestaat uit een houten steel (meestal van eikenhout) en een lemmet van bamboe.
Onderdelen
- E-bu: het heft van de naginata
- Ha-bu: het lemmet
- Ishizuki: einde van de naginata aan de e-bu-kant
- Kissaki: punt van de ha-bu
- Monouchi: deel van de ha onder de kissaki, tijdens de wedstrijd moeten de slagen met dit deel gemaakt worden
- Sendanmaki: deel waar de ha-bu aan de e-bu is vastgebonden door witte tape
- Shinogi: de kant van het lemmet
- Sori:: de ronding van het lemmet

### Regels
Bij een wedstrijd (shiai) zijn er drie scheidsrechters die de wedstrijd arbitreren. Een wedstrijd duurt drie minuten. Indien er op het einde geen winnaar is, wordt de wedstrijd met twee minuten verlengd. De wedstrijd is gewonnen als je als eerste twee punten scoort. Een punt wordt behaald wanneer ten minste twee scheidsrechters het punt goedkeuren. Dit wordt gedaan door een vlag in de hoogte te steken. Om onderscheid te maken heeft iedere naginataka zijn eigen kleur in de wedstrijd, de ene heeft wit en de andere rood.
Een punt kan men maken door een goede slag te geven op de overeenkomstige delen van de bogu. Dus slagen op de men, do, kote en sune-ate en ook door een stoot tegen de men te geven. Dit wordt tsuki genoemd en mag alleen gegeven worden onder volgende voorwaarden: men moet eerste dan zijn en ouder dan achttien jaar.

### Graden
De graden gaan van zesde tot eerste kyū (vergelijkbaar met gele tot bruine gordel in judo) en van eerste tot vijfde dan (zwarte gordel). Daarnaast zijn er nog drie graden, die van renshi (instructeur), kyoshi (professor) en hanshi (grootmeester). Bij naginata en andere Japanse gevechtsporten zoals kendo , jodo en iaido, kan men de graden van de beoefenaars niet aan de kledij zien zoals dit wel het geval is bij judo.